# Dienst voor de Overzeese Sociale Zekerheid
De Dienst voor de Overzeese Sociale Zekerheid (DOSZ) (Frans: Office de sécurité sociale d'Outre-mer, OSSOM) was van 1963 tot 2014 een Belgische, federale openbare instelling van sociale zekerheid.
De dienst werd opgericht bij wet van 17 juli 1963.
De wet van 12 mei 2014 richtte de Dienst voor de Bijzondere Socialezekerheidsstelsels (DIBISS) op, die de Dienst voor de Overzeese Sociale Zekerheid (DOSZ) fuseerde met de Rijksdienst voor sociale zekerheid van de provinciale en plaatselijke overheidsdiensten (RSZPPO). De wet trad in werking op 1 januari 2015, waardoor de DOSZ toen ophield te bestaan. De DIBISS hield op zijn beurt op te bestaan per 1 januari 2017; de taken werden ondergebracht bij de Rijksdienst voor Sociale Zekerheid (RSZ) en de Federale Pensioendienst.
De DOSZ bood aan al wie werkt buiten de Europese Economische Ruimte en buiten Zwitserland bescherming inzake:
- pensioenen
- ziekte-invaliditeit-zwangerschap
- geneeskundige verzorging
- arbeidsongevallen
- ongevallen in het privéleven